# Ŭnp’a
Ŭnp’a (kor. 은파군, Ŭnp’a-gun) – powiat w Korei Północnej, w prowincji Hwanghae Północne. W 2008 roku liczył 110 988  mieszkańców. Graniczy z powiatem Pongsan i miastem Sariwŏn od północy, z powiatem Rinsan na wschodzie, a także z należącymi do prowincji Hwanghae Południowe powiatami Sinwŏn na południu i Chaeryŏng na zachodzie. Gospodarka powiatu oparta jest na rolnictwie.

## Historia
Przed wyzwoleniem Korei spod okupacji japońskiej, tereny należące do powiatu wchodził w skład powiatu Pongsan. W grudniu 1952 roku powiat Ŭnp’a utworzono z należących do powiatu Pongsan miejscowości (kor. myŏn): Sŏjong, Ch'owa, Dŏkjae, Ssangsan, Kich’ŏn i z dwóch wsi należących do miejscowości Ryongch’ŏn i jednej, należącej do miejscowości Munjŏng, a także z czterech wsi miejscowości Samgang (powiat Chaeryŏng). W owym czasie powiat składał się z jednego miasteczka (Ŭnp’a-ŭp) i 20 wsi (kor. ri). W lutym 1989 roku wieś Myosong stała się częścią powiatu Pongsan.

## Podział administracyjny powiatu
W skład powiatu wchodzą następujące jednostki administracyjne:
| Nazwa jednostki administracyjnej | Rodzaj jednostki administracyjnej | Chosŏn’gŭl   | Hancha       |
| -------------------------------- | --------------------------------- | ------------ | ------------ |
| Ŭnp’a-ŭp                         | miasteczko                        | 은파읍       | 銀波邑       |
| Kwangmyŏng-rodongjagu            | dzielnica robotnicza              | 광명로동자구 | 光明勞動者區 |
| Ch'ogu-ri                        | wieś                              | 楚邱里       | 초구리       |
| Taech'ŏng-ri                     | wieś                              | 대청리       | 大靑里       |
| Ryero-ri                         | wieś                              | 례로리       | 禮老里       |
| Ryujŏng-ri                       | wieś                              | 류정리       | 柳亭里       |
| Yangdong-ri                      | wieś                              | 양동리       | 養洞里       |
| Okhyŏn-ri                        | wieś                              | 옥현리       | 玉峴里       |
| Guryŏn-ri                        | wieś                              | 구련리       | 龜蓮里       |
| Kisan-ri                         | wieś                              | 기산리       | 岐山里       |
| Mokch'ŏn-ri                      | wieś                              | 묵천리       | 墨川里       |
| Kalhyŏn-ri                       | wieś                              | 갈현리       | 葛峴里       |
| Sinch'on-ri                      | wieś                              | 신촌리       | 新村里       |
| Jŏnsan-ri                        | wieś                              | 전산리       | 錢山里       |
| Jŏksŏng-ri                       | wieś                              | 적성리       | 赤城里       |
| Kŭmdae-ri                        | wieś                              | 금대리       | 金大里       |
| Kang'an-ri                       | wieś                              | 강안리       | 江安里       |